# Józef Jacuński
Józef Jacuński herbu Sulima (ur. w 1842 w Szyłanach, zm. 9 listopada 1931 w Mierzycach) – polski szlachcic, powstaniec styczniowy.

## Życiorys
Urodził się w majątku Szyłany na ziemi wileńskiej w 1842 roku (choć wg innych źródłeł – w 1845 roku). W powstaniu styczniowym walczył jako szeregowiec pod pseudonimem Sulima. Po powstaniu przeniósł się do majątku Mierzyce na ziemi wieluńskiej, gdzie osiadł również jego brat Antoni (ojciec m.in. Antoniego i Janiny) po utracie swego majątku na Litwie po powstaniu.
Po odzyskaniu przez Polskę niepodległości w 1918 roku w okresie II Rzeczypospolitej został awansowany do stopnia podporucznika weterana Wojska Polskiego. W 1930 roku został odznaczony Krzyżem Niepodległości z Mieczami.
Został pochowany w grobie rodzinnym na cmentarzu w Mierzycach.

## Życie rodzinne
Józef Jacuński był synem Tadeusza i Bogumiły z domu Stańskiej. Miał brata Antoniego (1845–1922), który ożenił się z Bronisławą Wierzycką (1846–1898), córką Walentego Wierzyckiego.